# 天王寺指令所
天王寺指令所（てんのうじしれいじょ）は、大阪府大阪市にあった西日本旅客鉄道（JR西日本）の運転指令所の1つである。

## 概要
和歌山支社が管轄し、紀勢本線（きのくに線）和歌山駅 - 新宮駅間と和歌山線和歌山駅 - 五条駅を管理していた。呼称名は和歌山輸送指令。
2012年8月31日をもって廃止され、2012年9月1日より和歌山指令所へ移転された。

## 管理線区
- 紀勢本線
  - 和歌山駅 - 箕島駅間
  - 箕島駅 - 紀伊田辺駅間
  - 紀伊田辺駅 - 串本駅間
  - 串本駅 - 新宮駅間
- 和歌山線
  - 和歌山駅 - 五条駅（構内除く）間

これまで、和歌山駅 - 王寺駅間を運行管理していたが、2007年（平成19年）11月1日付で桜井線・和歌山線王寺駅 - 五条駅間に小規模自動進路制御装置 (SRC) を導入し五条駅 - 王寺駅間を大阪総合指令所へ移管した。

### 運転取扱入換駅
通常は当所の管理下だが、駅扱いテコによる構内入換・連結誘導などの場合は駅側で制御する駅。
- 紀勢本線（きのくに線）
  - 和歌山駅
  - 御坊駅（構内入換は早朝・深夜のみ）
  - 紀伊田辺駅
  - 白浜駅（特急列車の連結誘導・構内入換のみ）
  - 紀伊勝浦駅
  - 新宮駅

## 過去の管理線区
日本国有鉄道時代は、天王寺鉄道管理局が管理しており、以下の路線を管理していた。
- 関西本線：湊町駅（現在のJR難波駅） - 亀山駅間
- 紀勢本線：全線
- 奈良線：全線
- 桜井線：全線
- 草津線：全線
- 名松線：全線
- 参宮線：全線

名松線・参宮線と紀勢本線新宮駅 - 亀山駅間は分割民営化直前に名古屋指令（現在の東海総合指令所）へ関西線と草津線は国鉄分割民営化後に大阪総合指令所開設に伴いそれぞれ移管された。